# معتمدية نصر الله
معتمدية نصر الله هي معتمدية تونسية تقع في ولاية القيروان، على بعد حوالي 50 كيلومتر جنوبي مدينة القيروان. في عام 2004، بلغ عدد سكانها 371212 نسمة، و 17،868 رجلًا و 14144 امرأة موزعة على 7302 أسرة و 8178 مسكنًا. تضم معتمدية نصر الله ثمانية عمادات:
- مركز نصر الله
- أحواز نصر الله
- الحميدات
- الفجيج
- البريكات
- الكبارة
- المنارة
- الطويلة

## التاريخ
يوجد في المدينة العديد من الآثار التي تعود إلى الفترات الرومانية، البيزنطية والإسلامية، لكن الدراسات التي تناولت هذه المنطقة قليلة جداً، من هذه المعالم نجد عددا هاماً من الأضرحة التي تعود على الأرجح إلى الفترة البيزنطية كما نجد العديد من الزوايا التي تعود ألى الفترة العثمانية.
1. 1 2 3 4 5  "المناطق الترابية (العمادات) حسب الولايات والمعتمديات". اطلع عليه بتاريخ 2024-11-30.